# سلوى بنت عبد الله الهزاع
سلوى بنت عبد الله الهزاع دكتورة عيون سعودية، وعضو سابقة في مجلس الشورى، عاشت في الولايات المتحدة الأمريكية منذ صغرها وعادت إلى السعودية ودرست الطب في المملكة العربية السعودية.
تزوجت من سعودي، انتقلت بعدها إلى واشنطن لعمل زوجها في السفارة السعودية وحازت على زمالة لمدة ثلاث سنوات في مستشفى جون هوبكنز. في عام 1997 م عينت الطبيبة سلوى رئيسة لقسم العيون في مستشفى الملك فيصل التخصصي ومركز الأبحاث وماتزال رئيسة للقسم حتى هذه اللحظة.
اختيرت الطبيبة سلوى امرأة العام الدولية لمركز السير الذاتية بكامبريدج في بريطانيا. وأدرج اسمها في قائمة الشخصيات المميزة في الولايات المتحدة الأمريكية. كما أدرج اسمها في قائمة ماركيز الرابعة عشر لأبرز الشخصيات لعام 1997 م.
عينها ملك السعودية لتترأس وفد بلادها لتحسين صورتها في الولايات المتحدة الأمريكية بعد أحداث 11 سبتمبر 2001.
ألفت الطبيبة سلوى عدة نشرات طبية كان من أهمها DUANES التي تخصصت بأمراض العيون الوراثية في المملكة العربية السعودية. وأيضًا حصلت على البورد السعودي في أمراض العيون والزمالة في الكلية الملكية في بريطانيا.